# Rubrycela
Rubrycela (łac. Directorium Divini Officii albo Ordo Divini Officii; pot. Dyrektorium) – w Kościele katolickim wydawnictwo, publikowane zazwyczaj jako rocznik, zawierające szczegółowy opis obchodów w roku liturgicznym dla kalendarza liturgicznego wydawcy, którym jest ordynariusz.
Poza podstawowymi informacjami liturgicznymi, którymi są formularze mszalne i brewiarzowe w poszczególnych dniach, rubrycele zawierają również inne informacje przydatne w funkcjonowaniu Kościoła partykularnego.
Rubrycela przeznaczona jest przede wszystkim duchowieństwu oraz innym, odpowiedzialnym za liturgię (np. organista, kościelny lub ceremoniarz).